# Малышева, Елена Васильевна
Еле́на Васи́льевна Ма́лышева (урождённая Шабу́нина; род. 13 марта 1961, Кемерово) — российская телеведущая, врач-терапевт, кардиолог, педагог, доктор медицинских наук, профессор, общественный деятель.
Частный производитель и ведущая телепрограмм на «Первом канале» — «Здоровье» (с 3 октября 1997 года) и «Жить здорово!» (с 16 августа 2010 года). С 2012 года активно занимается продвижением коммерческого проекта — Диета Елены Малышевой.
Профессор Российского университета медицины Министерства здравоохранения Российской Федерации. Основатель Благотворительного фонда поддержки достижений в области медицины «Призвание».
Основатель косметического бренда «Диета Елены Малышевой», сети клиник «Медицинский центр Елены Малышевой», владелец информационного портала «Здоровье с Еленой Малышевой».

## Биография
Родилась 13 марта 1961 года в г. Кемерово Кемеровской области в семье врачей.
- Отец — Василий Иосифович Шабунин (1930—2009)
- Мать — Галина Александровна Морозова (род. 24 апреля 1933)[3]
- Старшая сестра — Марина Васильевна Костенко, врач-невропатолог, руководитель филиала бюро медико-социальной экспертизы[4], живёт в Туапсе
- Брат — Алексей Васильевич Шабунин (1961), хирург, доктор медицинских наук, главный врач ГКБ им. С. П. Боткина[5].

Окончила среднюю школу № 19 г. Кемерово с золотой медалью и поступила в Кемеровский медицинский институт на лечебный факультет. Окончила институт с красным дипломом в 1983 году. В следующем году поступила в аспирантуру Академии медицинских наук в Москве. В 1987 году защитила диссертацию на соискание ученой степени кандидата медицинских наук по теме: «Предупреждение и устранение нарушений ритма сердца с помощью адаптации к стрессорным воздействиям и активации гамма-аминомасляной кислоты». Поработав некоторое время врачом-терапевтом, стала ассистентом кафедры внутренних болезней Второго мединститута. В настоящее время является профессором Российского университета медицины Министерства здравоохранения Российской Федерации.
В 1992 году начала выпуск программы «Рецепт» на телеканале «Кузбасс» (город Кемерово). В 1993 году была автором и ведущей программы «Лазарет» (6-й канал, ТК «Северная корона»).
В 1994 году начала работать автором и ведущей ежедневной программы «Врача вызывали?» в рамках канала «Деловая Россия» (РТР). В том же году прошла курс обучения Европейского центра здоровья и окружающей среды в США. На этот курс были приглашены наиболее выдающиеся журналисты Европы, занимающиеся тематикой здоровья. На дневном канале «Деловая Россия» также являлась руководителем программы «Дорогая редакция» (до 1997 года).
После возрождения программы «Здоровье» на ОРТ в 1997 году Елена Малышева стала ведущей, руководителем и автором этой программы. Первый выпуск вышел в эфир 3 октября 1997 года. С 5 января 2002 по 6 декабря 2014 года программа также выходила на «Радио России».
В декабре 2000 года организовала ежегодную национальную медицинскую премию «Призвание», которую ведёт по сей день вместе с Александром Розенбаумом. Занимает должность Президента Благотворительного Фонда поддержки достижений в области медицины «Призвание», который является одним из трёх соучредителей этой премии.
В 2003 году недолгое время была ведущей дневного ток-шоу «Город женщин» на «Первом канале» вместе с Даной Борисовой и Ларисой Кривцовой.
В 2007 году в ММА им. И. М. Сеченова защитила диссертацию на соискание ученой степени доктора медицинских наук по теме: «Репрограммирование клеточных ответов макрофагов: новая стратегия управления воспалительным процессом» (научный консультант: Румянцев А. Г.).
С 2007 года — член Академии российского телевидения. С 16 августа 2010 года ведёт на «Первом канале» передачу «Жить здорово!», которая выходит утром по будням. Является автором более 50 научных публикаций в области медицины. С 2012 года активно занимается продвижением коммерческого проекта — Диета Елены Малышевой.
Член Центрального штаба Общероссийского народного фронта. Доверенное лицо Сергея Собянина на выборах мэра Москвы в 2018 году.

### Личная жизнь
Муж — Игорь Юрьевич Малышев (род. 17 января 1959, Новокузнецк), профессор Российского университета медицины Министерства здравоохранения Российской Федерации, доктор медицинских наук, специалист по молекулярной биологии, руководитель лаборатории, занимающейся темой «Репрограммирование макрофагов как новая стратегия управления иммунным ответом при разных заболеваниях». За свои исследования неоднократно награждался Премией Президента РФ.
Два сына живут и работают в США.

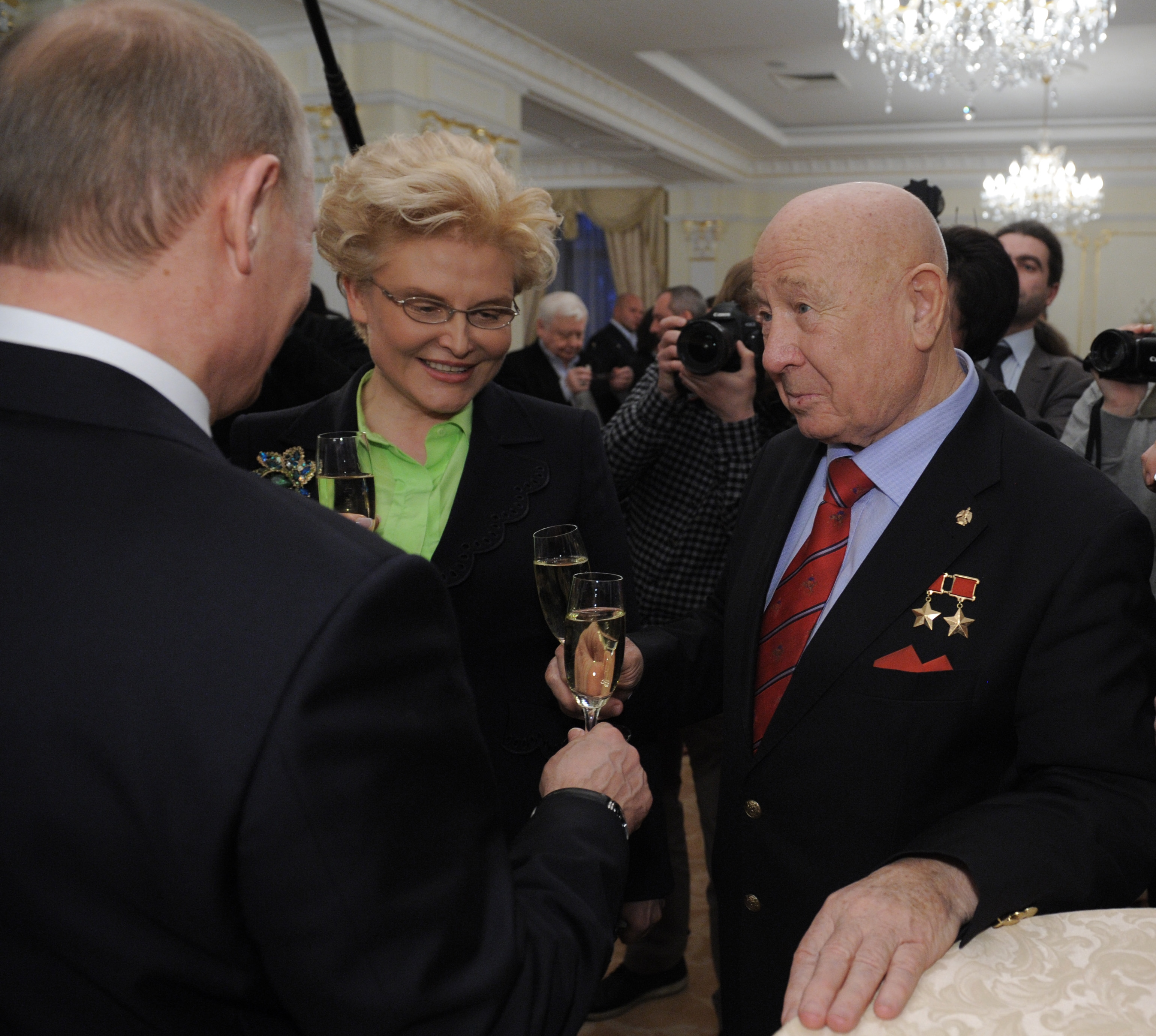
В. В. Путин, Е. В. Малышева и А. А. Леонов. 5 марта 2012

Старший сын — Юрий Игоревич Малышев (род. 16 марта 1988) — по образованию врач, некоторое время работал креативным продюсером в передаче «Жить здорово!». Окончил ординатуру по специальности «хирургия» и уехал из России в США. На 2020 год проходит обучение по специализации «кардиология» в больнице Маймонида в Бруклине. Женат с 2014 года.
- Внук — Игорь Юрьевич Малышев (род. 25 января 2015)[26]
- Внук — Артур Юрьевич Малышев (род. 20 июля 2018)
- Внучка — Анна Малышева (род. 22 августа 2020)[27]

Младший сын — Василий Игоревич Малышев (род. 21 декабря 1990) — юрист. Окончил юридическую академию в России, а после — адвокатскую школу в США. Холост.

### Состояние здоровья
В 2016 году у Малышевой был удалён предраковый полип толстого кишечника во время колоноскопии.
В ночь на 23 октября 2019 года Малышева была госпитализирована в Боткинскую больницу с гипертоническим кризом, давление поднялось до 200/130 мм ртутного столба. По предположениям Малышевой и её кардиохирурга, причиной гипертонического криза стали сильные головные боли, которые спровоцировали повышенное давление. Телеведущая сняла видео из машины скорой помощи, а также рассказала о своих ощущениях как пациента, которого везут по коридору больницы.
Малышева постоянно принимает препараты от повышенного давления и гастроэзофагеальной рефлюксной болезни.

## Недвижимость
У Елены Малышевой есть недвижимость в США на сумму более чем $10 млн. В частности с 2016 года она владелица особняка площадью 1100 м2 с 21 комнатами, расположенного в пригороде Нью-Йорка на реке Гудзон и ценой в $6,5 млн. Сделка по приобретению стала самой дорогой сделкой округа. А с 2014 года на Манхэттене на Парк-авеню у неё есть две квартиры, которые ранее стоили $4,2 млн — их она передала своим сыновьям.

## Медицинский центр Елены Малышевой
Медицинские центры работают в Москве, Санкт-Петербурге и в Краснодаре. В десяти городах России открыты Клиники снижения веса, и их сеть постоянно расширяется. В состав Центра входит несколько специализированных клиник.
В ноябре 2018 года в результате внеплановой проверки медицинского центра Малышевой в Москве были обнаружены серьёзные нарушения.
В феврале 2019 года Арбитражный суд Москвы оштрафовал на 100 000 рублей клинику Елены Малышевой.

## Критика
Неоднократно отмечалось, что Малышева в своих выступлениях позволяет себе оскорбительные, необъективные, неточные, опасные и даже расистские высказывания.
- ААУ «СоюзФарма» обвинила Малышеву в оскорблении профессиональной чести аптекарей и пропаганде самолечения[41].
- Фирма Tefal обвинила передачи Малышевой в рекламе керамических сковородок фирмы GreenPan и нанесении ущерба имиджу бренда Tefal через необъективное сравнение керамических сковородок с тефлоновыми в пользу первых[43].
- Известный популяризатор медицины доктор Комаровский раскритиковал некоторые рекомендации передач Малышевой при повышенной температуре тела у ребёнка как неточные и даже опасные[45][47].
- В одной из программ Малышева проводила опыт, приведший к смерти крысы. Это вызвало сильное негодование у многих российских телезрителей[48]. Однако потом выяснилось, что данный опыт был показательный, а животному ввели простой транквилизатор, который используют при хирургических операциях. Животное ненадолго усыпили для демонстрации[49].
- В ноябре 2014 года общественное движение в защиту прав родителей и детей «Межрегиональное родительское собрание» решило направить жалобу в Генпрокуратуру РФ на передачи «Здоровье» и «Жить здорово!»[50]. По мнению обратившихся, данные передачи занимаются пропагандой начала ранней половой жизни среди несовершеннолетних и растлением молодёжи[50]. В качестве примера они привели ряд названий выпусков обеих передач, среди них — «Вся правда о влагалище», «Моделирование эрекции», «Как правильно выбрать и надеть презерватив», «Что происходит во время оргазма», «О безвредности мастурбации»[50].

## Награды
- Орден Дружбы (2006)[51]
- Медаль «За заслуги перед отечественным здравоохранением»
- Нагрудный знак «Отличник здравоохранения»
- Золотая медаль имени Льва Николаева (2012) — за существенный вклад в просвещение, популяризацию достижений науки и культуры
- Диплом почетного профессора международной академии наук исследований тюркского мира.